# Uscana semifumipennis
Uscana semifumipennis är en stekelart som beskrevs av Girault 1911. Uscana semifumipennis ingår i släktet Uscana och familjen hårstrimsteklar.
Artens utbredningsområde är:
- Ungern.
- Peru.

Inga underarter finns listade i Catalogue of Life.